# Buenos Aires-i metró
A Buenos Aires-i metró (Subterráneo de Buenos Aires, helyi nevén Subte) egy gyorsvasúti rendszer, amely az argentínai Buenos Aires város területén közlekedik.
A hálózat első szakasza (Plaza de Mayo – Plaza Miserere) 1913-ban nyílt meg, ezzel ez volt a világ 13. metrója és az első földalatti vasút Latin-Amerika, a déli félteke és a spanyol nyelvű világ részére, mivel a madridi metró öt évvel később, 1919-ben nyílt meg.
Buenos Aires az egyetlen olyan argentin város, ahol van metrórendszer.
A metróhálózatnak hat vonala van, az A, B, C, D, E és H vonal 56,7 km hosszan összesen 90 állomást szolgál ki. A hálózatot kiegészíti a 7,4 km hosszú Premetro vonal, és a 26 km hosszú Urquiza elővárosi vonal, összesen 17 további állomással. A vonalakon a forgalom a bal oldalon halad, mivel a rendszer megnyitásakor Argentína a bal oldali közlekedést alkalmazta. Napi szinten több mint egymillió utas használja a hálózatot, amely összeköttetést biztosít a város kiterjedt közvetítő vasúti és buszos hálózataival.
A hálózat a 20. század első évtizedeiben gyorsan bővült; 1944-re a fő útvonalak elkészültek, és a legújabb vonalat 2007-ben építették be. A második világháború után a bővülés üteme jelentősen visszaesett. Az 1990-es évek végén a bővítés gyorsabb ütemben folytatódott, és négy új vonalat terveztek a hálózathoz. Ennek ellenére a hálózat bővítését nagymértékben meghaladta a város közlekedési igénye.
2015-től két korszerűsítési tervet mutattak be: Buenos Aires város 670-es törvénye, amely 3 új vonal (F, G és I) létrehozását javasolta, és a PETERS tervet, amelyben 2 vonal létrehozása és az I-es vonal elhalasztása, majd jövőbeli bővítése szerepelt, valamint számos más útvonal-módosítás.
2019 óta nem voltak bővítések, fél évszázad óta először.
A teljes hálózatot 1939-ben államosították, és egészen az 1990-es évek közepéig állami kézben és üzemeltetésben maradt, majd koncesszióként üzemelt. A korábban állami üzemeltetésű vonalakat 20 éves koncesszióként ajánlották fel az érdeklődő magánfeleknek; a két kiegészítő vonalat is bevonták ebbe a privatizációba, és 1995 óta mindegyiket a Metrovías üzemelteti, bár a hálózat és a gördülőállomány Buenos Aires városának tulajdonában maradt.

## Vonalak
| Vonal | Üzembe helyezve | Utolsó fejlesztés | Eredeti útvonal                | Jelenlegi útvonal                | Hossz (km) | Állomások száma     | Napi utasszám (2018) |
| ----- | --------------- | ----------------- | ------------------------------ | -------------------------------- | ---------- | ------------------- | -------------------- |
|       | 1913            | 2013              | Plaza de Mayo – Plaza Miserere | Plaza de Mayo – San Pedrito      | 9.8        | 18 (irányonként 17) | 258,000              |
|       | 1930            | 2013              | Federico Lacroze – Callao      | L. N. Alem – J.M. de Rosas       | 11.9       | 17                  | 361,000              |
|       | 1934            | 1936              | Constitución – Diagonal Norte  | Constitución – Retiro            | 4.5        | 9                   | 208,000              |
|       | 1937            | 2000              | Catedral – Tribunales          | Catedral – Congreso de Tucumán   | 10.4       | 16                  | 328,000              |
|       | 1944            | 2019              | Constitución – Gral. Urquiza   | Retiro – Plaza de los Virreyes   | 12         | 18                  | 94,000               |
|       | 2007            | 2018              | Once – Caseros                 | Facultad de Derecho – Hospitales | 8.8        | 12                  | 128,000              |